# 65e Match des étoiles de la Ligue nationale de hockey
Match précédent Match suivant

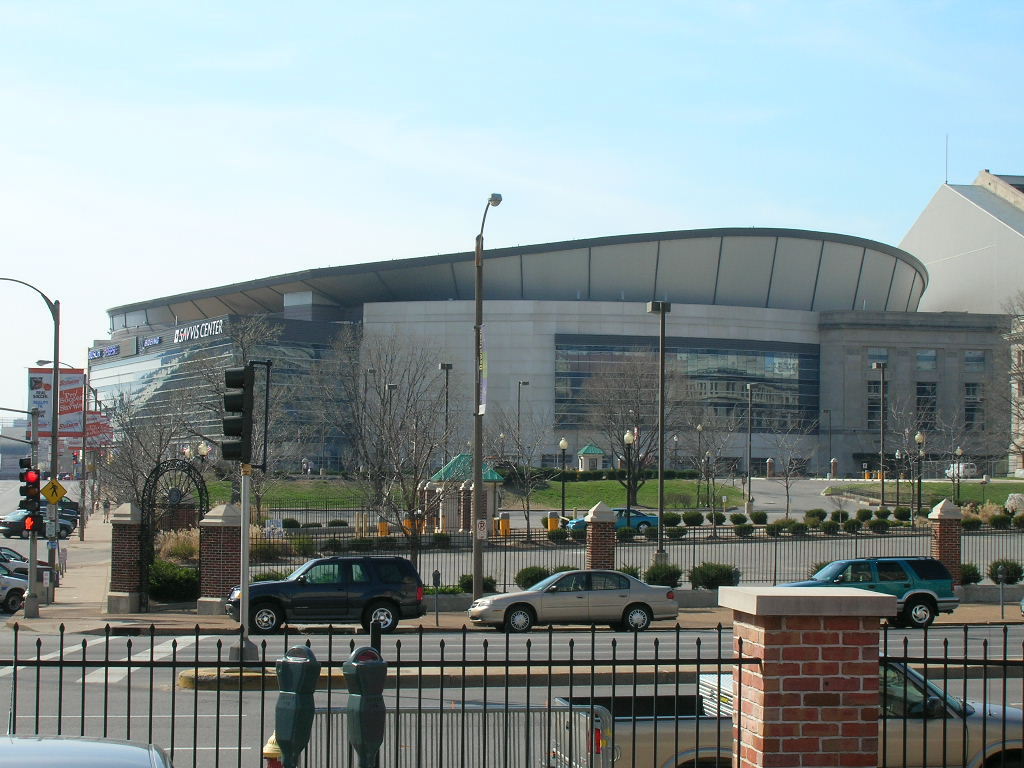
Le Enterprise Center, amphithéâtre des Blues de Saint-Louis.

Le 65e Match des étoiles de la Ligue nationale de hockey se déroule à Saint-Louis, dans le Missouri, au Enterprise Center, la patinoire des Blues de Saint-Louis, le 25 janvier 2020. C'est la troisième fois que cette ville reçoit le Match des étoiles de la LNH, ayant déjà été l'hôte du match de 1970 et de 1988.

## Formule de jeu
La structure du Match des étoiles prévoit trois parties d'une durée de vingt minutes chacune. Le premier match voit se confronter les équipes des deux divisions de l'Association de l'Ouest : la division Centrale et la division Pacifique. La seconde partie oppose les deux équipes des divisions de l'Association de l'Est : la division Métropolitaine et la division Atlantique. La confrontation finale du Match des étoiles oppose la division gagnante de chaque partie, les étoiles de l'Est contre les étoiles de l'Ouest. Les matchs se jouent à trois contre trois. Chacune des équipes doit aligner six attaquants, trois défenseurs et deux gardiens. Chacune des trente-et-une  franchises de la LNH doit être représentée par au moins un joueur. Si après les vingt minutes de jeu, les deux équipes sont à égalité, un tour de tirs de fusillade est disputé ; trois joueurs de chaque équipe tentent de marquer en alternance. Si l'égalité persiste à nouveau, il y a un nouveau tour d'un joueur chaque équipe jusqu'à ce qu'il y ait un vainqueur. Il n'y a pas de période de prolongation.

## Formations
Ci-dessous sont listés les protagonistes sélectionnés pour chacune des quatre formations, répartis par division.
Comme pour les quatre éditions précédentes, les capitaines sont issus du vote des supporters qui a lieu en ligne du 30 novembre au 20 décembre 2019 . Les nommés sont Connor McDavid pour la quatrième année consécutive, David Pastrňák, Nathan MacKinnon et Aleksandr Ovetchkine. Ce dernier décide de ne pas assister à l’événement pour permettre à son corps de se reposer ce qui laisse la division Métropolitaine sans capitaine. Une fois l'effectif dévoilé, les fans peuvent voter pour ajouter un joueur dans chaque équipe (Last Man In), ceux-ci sont annoncés le 11 janvier : Mitchell Marner (Atlantique), David Perron (Centrale), Timothy Oshie (Métropolitaine) et Quinton Hughes (Pacifique).
Les entraîneurs sont dévoilés le 3 janvier, ils sont choisis pour chaque division à partir des équipes qui ont le meilleur pourcentage de victoire en date du 2 janvier (à peu près à mi saison).
Par la suite, certains joueurs décident de ne pas participer à l’événement par simple précaution ou blessures avérées. Comme chaque année, ces derniers sont remplacés et le joueur qui ne participe pas est pénalisé d'un match en saison régulière, avant ou après le match des étoiles.

### Division Atlantique

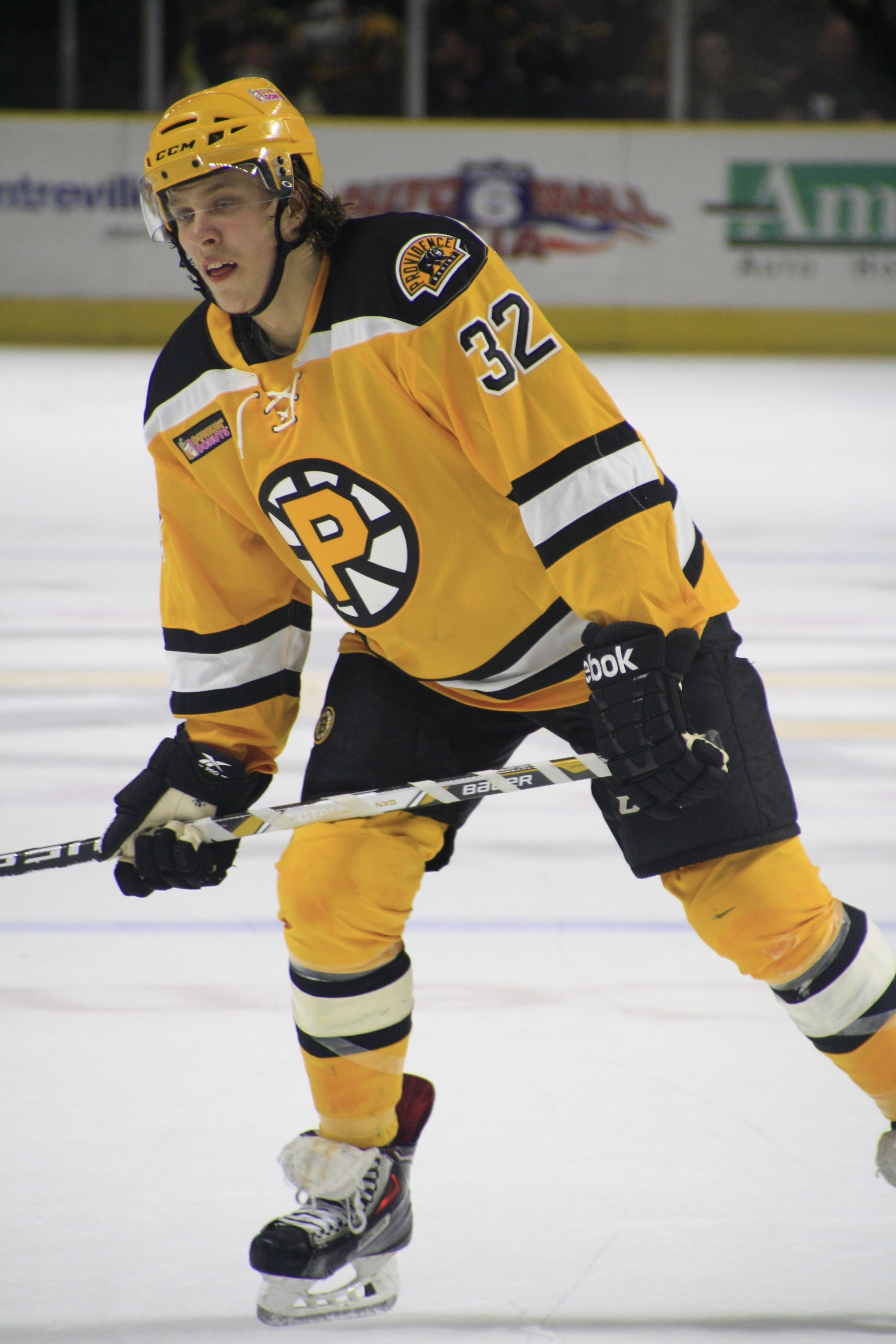
David Pastrňák, capitaine de la division Atlantique.

| Nom                                       | Équipe                 | Position       |
| ----------------------------------------- | ---------------------- | -------------- |
| Bruce Cassidy                             | Bruins de Boston       | Entraîneur     |
| Tyler Bertuzzi                            | Red Wings de Détroit   | Ailier gauche  |
| Anthony Duclair                           | Sénateurs d'Ottawa     | Ailier droit   |
| John Eichel                               | Sabres de Buffalo      | Centre         |
| Jonathan Huberdeau                        | Panthers de la Floride | Centre         |
| Brady Tkachuk (remplace Auston Matthews)  | Sénateurs d'Ottawa     | Ailier gauche  |
| David Pastrňák (C)                        | Bruins de Boston       | Ailier droit   |
| Mitchell Marner                           | Maple Leafs de Toronto | Ailier droit   |
| Victor Hedman                             | Lightning de Tampa Bay | Défenseur      |
| Shea Weber                                | Canadiens de Montréal  | Défenseur      |
| Frederik Andersen                         | Maple Leafs de Toronto | Gardien de but |
| Andreï Vassilevski (remplace Tuukka Rask) | Lightning de Tampa Bay | Gardien de but |

### Division Métropolitaine

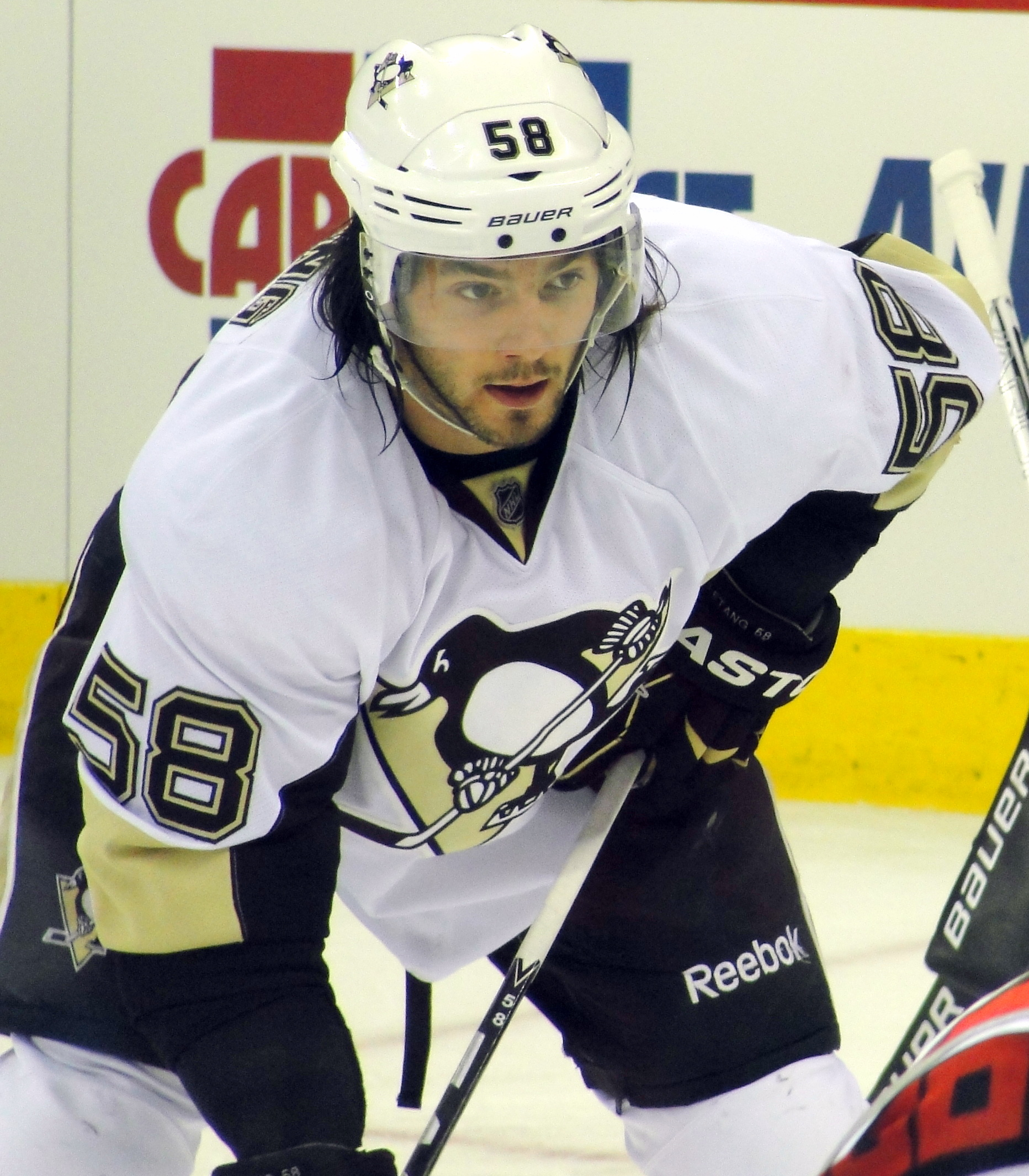
Kristopher Letang, capitaine de la division Métropolitaine.

| Nom                                            | Équipe                    | Position       |
| ---------------------------------------------- | ------------------------- | -------------- |
| Todd Reirden                                   | Capitals de Washington    | Entraîneur     |
| Mathew Barzal                                  | Islanders de New York     | Centre         |
| Nico Hischier (remplace Kyle Palmieri)         | Devils du New Jersey      | Centre         |
| Christopher Kreider (remplace Artemi Panarine) | Rangers de New York       | Ailier gauche  |
| Travis Konecny                                 | Flyers de Philadelphie    | Centre         |
| Timothy Oshie                                  | Capitals de Washington    | Ailier droit   |
| John Carlson                                   | Capitals de Washington    | Défenseur      |
| Jaccob Slavin (remplace Douglas Hamilton)      | Hurricanes de la Caroline | Défenseur      |
| Seth Jones                                     | Blue Jackets de Columbus  | Défenseur      |
| Kristopher Letang (remplace Jake Guentzel) (C) | Penguins de Pittsburgh    | Défenseur      |
| Braden Holtby                                  | Capitals de Washington    | Gardien de but |
| Tristan Jarry (remplace Joonas Korpisalo)      | Penguins de Pittsburgh    | Gardien de but |

### Division Centrale

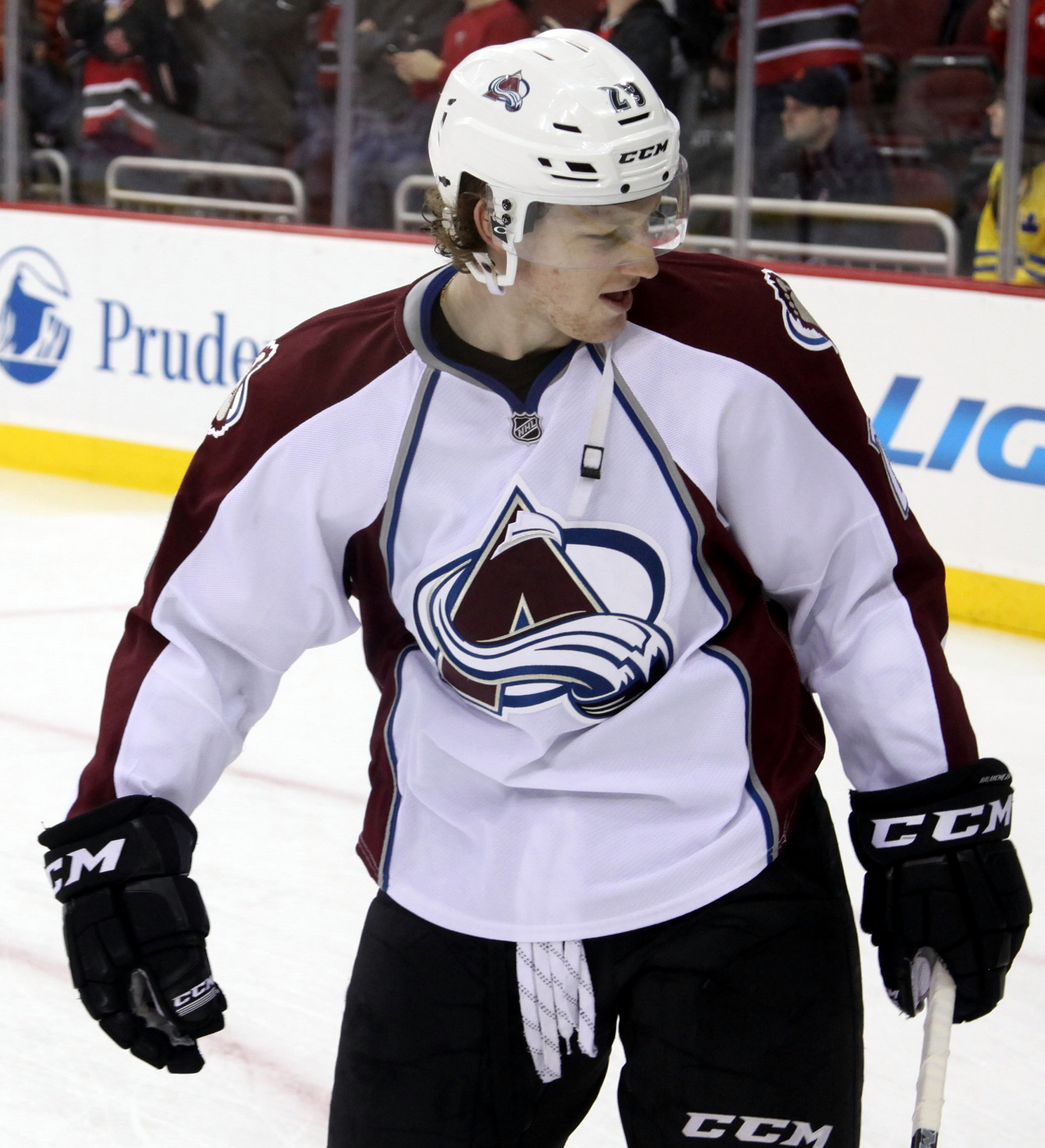
Nathan MacKinnon, capitaine de la division Centrale.

| Nom                   | Équipe                 | Position       |
| --------------------- | ---------------------- | -------------- |
| Craig Berube          | Blues de Saint-Louis   | Entraîneur     |
| Patrick Kane          | Blackhawks de Chicago  | Ailier droit   |
| Nathan MacKinnon (C)  | Avalanche du Colorado  | Centre         |
| Ryan O'Reilly         | Blues de Saint-Louis   | Centre         |
| Mark Scheifele        | Jets de Winnipeg       | Centre         |
| Tyler Seguin          | Stars de Dallas        | Centre         |
| Eric Staal            | Wild du Minnesota      | Centre         |
| David Perron          | Blues de Saint-Louis   | Ailier gauche  |
| Roman Josi            | Predators de Nashville | Défenseur      |
| Alexander Pietrangelo | Blues de Saint-Louis   | Défenseur      |
| Jordan Binnington     | Blues de Saint-Louis   | Gardien de but |
| Connor Hellebuyck     | Jets de Winnipeg       | Gardien de but |

### Division Pacifique

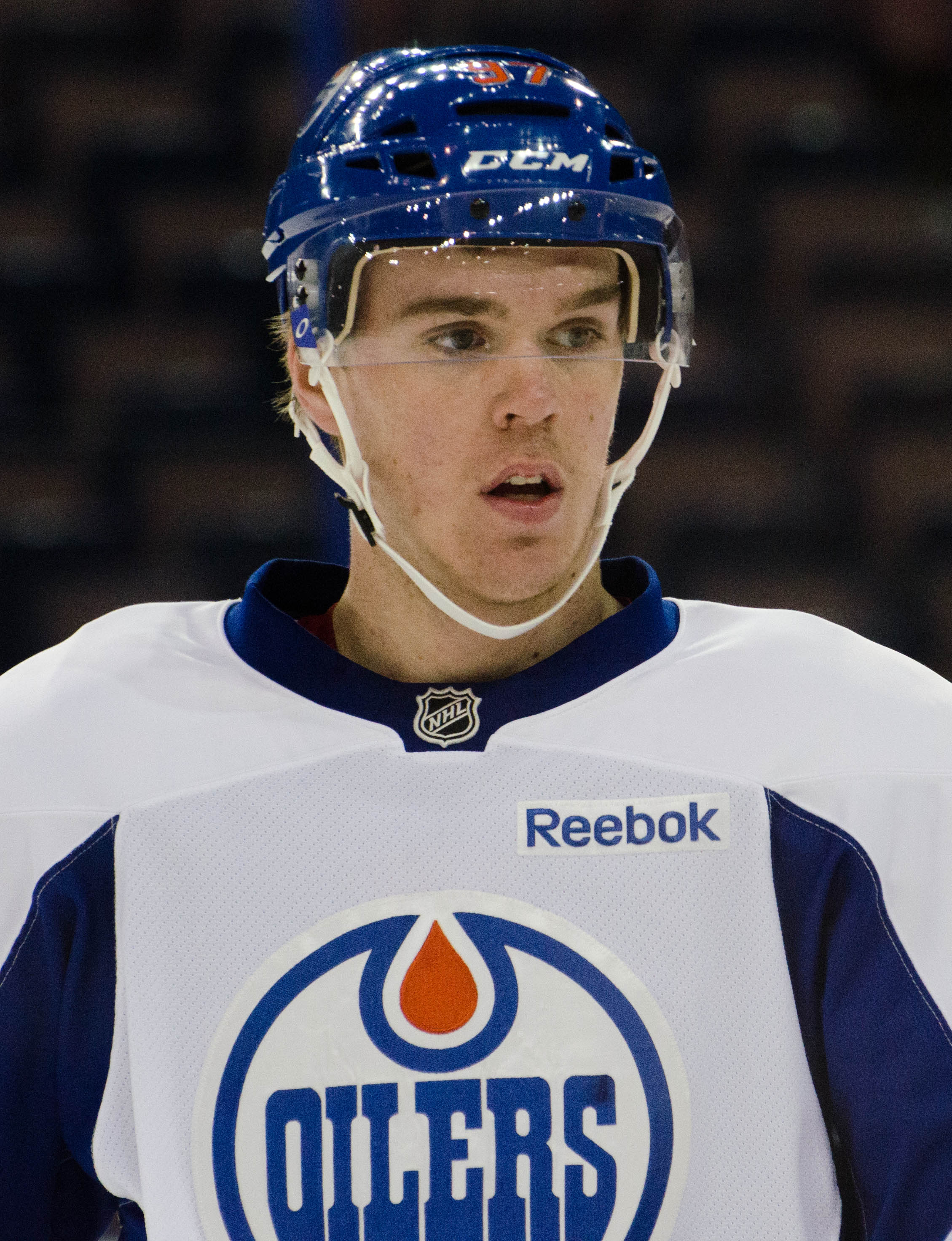
Connor McDavid, capitaine de la division Pacifique pour la 4e année.

| Nom                                                 | Équipe                  | Position       |
| --------------------------------------------------- | ----------------------- | -------------- |
| Richard Tocchet (remplace Gerard Gallant)           | Coyotes de l'Arizona    | Entraîneur     |
| Tomáš Hertl (remplace Logan Couture)                | Sharks de San José      | Centre         |
| Leon Draisaitl                                      | Oilers d'Edmonton       | Centre         |
| Anže Kopitar                                        | Kings de Los Angeles    | Centre         |
| Connor McDavid (C)                                  | Oilers d'Edmonton       | Centre         |
| Elias Pettersson                                    | Canucks de Vancouver    | Centre         |
| Maximillian Pacioretty (remplace Jakob Silfverberg) | Golden Knights de Vegas | Ailier gauche  |
| Matthew Tkachuk                                     | Flames de Calgary       | Ailier gauche  |
| Mark Giordano                                       | Flames de Calgary       | Défenseur      |
| Quinton Hughes                                      | Canucks de Vancouver    | Défenseur      |
| Jacob Markström (remplace Marc-André Fleury)        | Canucks de Vancouver    | Gardien de but |
| David Rittich (remplace Darcy Kuemper)              | Flames de Calgary       | Gardien de but |

## Concours d'habiletés
Les différentes épreuves du concours d'habilités ont lieu la veille du match, soit le 24 janvier 2020, toujours sur la patinoire des Blues de Saint-Louis.
Le format de la compétition comprend 6 épreuves dont deux nouvelles : le Shooting Stars Challenge et le Match élite féminine 3 contre 3 .

### Le patineur le plus rapide
Huit joueurs s'affrontent pour réaliser le meilleur temps en un tour de patinoire. Il s'agit d'une course de vitesse où chaque joueur part l'un après l'autre. En cas d'égalité, les patineurs refont un second tour pour se départager.
| Tour | Joueur              | Équipe                 | Division                | Temps en secondes |
| ---- | ------------------- | ---------------------- | ----------------------- | ----------------- |
| 1    | John Eichel         | Sabres de Buffalo      | Division Atlantique     | 13.540            |
| 2    | Nathan MacKinnon    | Avalanche du Colorado  | Division Centrale       | 13.895            |
| 3    | Connor McDavid      | Oilers d'Edmonton      | Division Pacifique      | 13.215            |
| 4    | Mathew Barzal       | Islanders de New York  | Division Métropolitaine | 13.175            |
| 5    | Christopher Kreider | Rangers de New York    | Division Métropolitaine | 13.509            |
| 6    | Anthony Duclair     | Sénateurs d'Ottawa     | Division Atlantique     | 14.005            |
| 7    | Travis Konecny      | Flyers de Philadelphie | Division Métropolitaine | 14.113            |
| 8    | Quinton Hughes      | Canucks de Vancouver   | Division Pacifique      | 14.263            |

### LeShooting Stars Challenge
Dix joueurs vont s'affronter sur cette épreuve, installés sur une plateforme à environ 10 mètres du sol. Ils devront viser des cibles situées sur la glace, chacune valant un certain nombre de points, avec un total de 7 lancés autorisés. 
| Joueur/se           | Équipe                 | Division            | Points             |
| ------------------- | ---------------------- | ------------------- | ------------------ |
| Marie-Philip Poulin | Canada                 | -                   | 15 points          |
| Hilary Knight       | États-Unis             | -                   | 14 points          |
| David Pastrňák      | Bruins de Boston       | Division Atlantique | 10 points          |
| Matthew Tkachuk     | Flames de Calgary      | Division Pacifique  | 20 points          |
| Patrick Kane        | Blackhawks de Chicago  | Division Centrale   | 22 points 2 points |
| Tyler Seguin        | Stars de Dallas        | Division Centrale   | 14 points          |
| Brady Tkachuk       | Sénateurs d'Ottawa     | Division Atlantique | 6 points           |
| Ryan O’Reilly       | Blues de Saint-Louis   | Division Centrale   | 14 points          |
| David Perron        | Blues de Saint-Louis   | Division Centrale   | 14 points          |
| Mitchell Marner     | Maple Leafs de Toronto | Division Centrale   | 22 points          |

### La plus longue série d'arrêts
Huit gardiens affrontent l'ensemble des 36 joueurs. Il s'agit de tirs au but regroupés par division et les gardiens doivent réaliser la plus longue série d'arrêts. Chaque gardien reçoit un minimum de 9 tirs, par les joueurs d'une même division, le capitaine tirant en dernier. Si le dernier tir est arrêté, l’épreuve continue jusqu'à ce que le gardien échoue. En cas d'égalité pour la plus longue série, le gardien qui a réalisé le plus d'arrêts remporte la victoire.
| Tour | Gardiens           | Équipe de LNH          | Division                | Meilleure série |
| ---- | ------------------ | ---------------------- | ----------------------- | --------------- |
| 1    | David Rittich      | Flames de Calgary      | Division Pacifique      | 4 arrêts        |
| 2    | Tristan Jarry      | Penguins de Pittsburgh | Division Métropolitaine | 4 arrêts        |
| 3    | Jordan Binnington  | Blues de Saint-Louis   | Division Centrale       | 10 arrêts       |
| 4    | Andreï Vassilevski | Lightning de Tampa Bay | Division Atlantique     | 9 arrêts        |
| 5    | Frederik Andersen  | Maple Leafs de Toronto | Division Atlantique     | 7 arrêts        |
| 6    | Jacob Markström    | Canucks de Vancouver   | Division Pacifique      | 5 arrêts        |
| 7    | Braden Holtby      | Capitals de Washington | Division Métropolitaine | 5 arrêts        |
| 8    | Connor Hellebuyck  | Jets de Winnipeg       | Division Centrale       | 4 arrêts        |

### Le match élite féminine 3 contre 3
L'épreuve verra s'affronter une équipe de joueuses d'élite américaines contre une équipe de joueuses d'élite canadiennes, dans un match de 20 minutes en format 3 contre 3 . Chaque équipe est composée de 9 joueuses et d'une gardienne.
| Nom                     | Position         |
| ----------------------- | ---------------- |
| Kacey Bellamy           | Défenseure       |
| Alexandra Carpenter     | Attaquante       |
| Kendall Coyne Schofield | Attaquante       |
| Brianna Decker          | Attaquante       |
| Amanda Kessel           | Attaquante       |
| Hilary Knight           | Attaquante       |
| Jocelyne Lamoureux      | Attaquante       |
| Anne Pankowski (en)     | Attaquante       |
| Alexandria Rigsby       | Gardienne de but |
| Lee Stecklein           | Défenseure       |
| Catherine Granato       | Entraineure      |

| Nom                 | Position         |
| ------------------- | ---------------- |
| Meghan Agosta       | Attaquante       |
| Mélodie Daoust      | Attaquante       |
| Ann-Renée Desbiens  | Gardienne de but |
| Renata Fast         | Défenseure       |
| Laura Fortino       | Défenseure       |
| Rebecca Johnston    | Attaquante       |
| Sarah Nurse         | Attaquante       |
| Marie-Philip Poulin | Attaquante       |
| Natalie Spooner     | Attaquante       |
| Blayre Turnbull     | Attaquante       |
| Jayna Hefford       | Entraineure      |

|  | États-Unis | 1-2 | Canada |  |

| Feuille de match | Feuille de match      | Feuille de match | Feuille de match                    | Feuille de match |
| ---------------- | --------------------- | ---------------- | ----------------------------------- | ---------------- |
|                  | - Knight — 4 min 24 s |                  | Johnston — 54 s Daoust — 2 min 25 s |                  |
| Rigsby           | Gardiens              | Desbiens         |                                     |                  |
|                  |                       |                  |                                     |                  |
|                  |                       |                  |                                     |                  |

### Les tirs de précision
Huit joueurs s'affrontent pour réaliser le meilleur temps lors d'une épreuve de précision. Positionnés à la même distance du filet, les joueurs doivent toucher les cinq cibles lumineuses qui s'allument aléatoirement pour trois secondes. Si le palet touche la cible éteinte, le tir n'est pas réussi.
| Tour | Joueur                | Équipe LNH                | Division                | Temps en secondes |
| ---- | --------------------- | ------------------------- | ----------------------- | ----------------- |
| 1    | Jaccob Slavin         | Hurricanes de la Caroline | Division Métropolitaine | 9.505             |
| 2    | Tyler Bertuzzi        | Red Wings de Détroit      | Division Atlantique     | 13.868            |
| 3    | Leon Draisaitl        | Oilers d'Edmonton         | Division Pacifique      | 10.257            |
| 4    | Jonathan Huberdeau    | Panthers de la Floride    | Division Atlantique     | 13.074            |
| 5    | Nico Hischier         | Devils du New Jersey      | Division Métropolitaine | 19.550            |
| 6    | Tomáš Hertl           | Sharks de San José        | Division Pacifique      | 17.161            |
| 7    | Alexander Pietrangelo | Blues de Saint-Louis      | Division Centrale       | 13.763            |
| 8    | Mark Scheifele        | Jets de Winnipeg          | Division Centrale       | 15.160            |

### Le tir le plus puissant
Six joueurs ont deux essais pour réaliser le tir le plus fort possible, la vitesse étant mesurée en mile à heure. Les joueurs passent en deux rondes et le meilleur temps des deux essais est conservé. En cas d'égalité, un troisième tir est réalisé pour départager les joueurs .
| Joueur           | Équipe LNH               | Division                | Temps en mp/h (essai 1) | Temps en mp/h (essai 2) |
| ---------------- | ------------------------ | ----------------------- | ----------------------- | ----------------------- |
| Seth Jones       | Blue Jackets de Columbus | Division Métropolitaine | 98.8                    | 96.2                    |
| Mark Giordano    | Flames de Calgary        | Division Pacifique      | 100.8                   | 102.1                   |
| Victor Hedman    | Lightning de Tampa Bay   | Division Atlantique     | 97.3                    | 102.1                   |
| Elias Pettersson | Canucks de Vancouver     | Division Pacifique      | 102.4                   | 100.3                   |
| John Carlson     | Capitals de Washington   | Division Métropolitaine | 102.4                   | 104.5                   |
| Shea Weber       | Canadiens de Montréal    | Division Atlantique     | 105.9                   | 106.5                   |

## Résultat des matchs
|  | Demi-finales            | Demi-finales        |                    |   | Finale | Finale |
|  | Demi-finales            | Demi-finales        |                    |   | Finale | Finale |
|  |                         |                     |                    |   |        |        |
|  |                         |                     |                    |   |        |        |
|  |                         |                     |                    |   |        |        |
|  | Division Centrale       | 5                   |                    |   |        |        |
|  | Division Centrale       | 5                   |                    |   |        |        |
|  | Division Pacifique      | 10                  |                    |   |        |        |
|  | Division Pacifique      | 10                  | Division Pacifique | 5 |        |        |
|  |                         |                     | Division Pacifique | 5 |        |        |
|  |                         | Division Atlantique | 4                  |   |        |        |
|  | Division Métropolitaine | Division Atlantique | 4                  | 5 |        |        |
|  | Division Métropolitaine |                     |                    | 5 |        |        |
|  | Division Atlantique     | 9                   |                    |   |        |        |
|  | Division Atlantique     | 9                   |                    |   |        |        |